# جاسون مكارثي
جاسون مكارثي (بالإنجليزية: Jason McCarthy) (7 نوفمبر 1995 بساوثهامبتون في المملكة المتحدة - ) هو لاعب كرة قدم بريطاني في مركز الدفاع. لعب مع نادي ساوثهامبتون وويكمب وندررز.

## وصلات خارجية
- جاسون مكارثي على موقع قاعدة بيانات كرة القدم.إي يو (الإنجليزية)
- جاسون مكارثي على موقع Soccerbase.com (لاعب) (الإنجليزية)
- جاسون مكارثي على موقع Soccerway.com (الإنجليزية)
- جاسون مكارثي على موقع عالم كرة القدم.نت (الإنجليزية)
- جاسون مكارثي على موقع AS.com (الإسبانية)